# Heimstock
Heimstock – szczyt w Alp Glarneńskich, części Alp Zachodnich. Leży w Szwajcarii, na granicy kantonów Gryzonia i Uri. Należy do podgrupy Alp Glarneńskich właściwych. Szczyt można zdobyć ze schroniska Hüfihütte (2334 m) lub Planurahütte (2947 m).